# Vinsanjärvi (Korpilombolo socken, Norrbotten)
Vinsanjärvi är en sjö i Pajala kommun i Norrbotten och ingår i Kalixälvens huvudavrinningsområde.